# TWO OF HEARTS
「TWO OF HEARTS」（トゥー・オブ・ハーツ）は、PAMELAHの10枚目のシングル。

## 概要
表題曲は、テレビ朝日系『お笑い向上委員会 笑わせろ!』オープニングテーマ及び「オートバックス」コマーシャルソング。

## 収録曲
1. TWO OF HEARTS
  - 作詞：水原由貴　作曲・編曲：小澤正澄
2. a short lived love
  - 作詞：水原由貴　作曲・編曲：小澤正澄
3. TWO OF HEARTS (original karaoke)